# 青岛公交6路线
青岛公交6路线，是青岛市胶州湾东岸城区的一条公交路线，自1951年4月21日起开通运营，途经市南区和市北区，发车间隔为15-20分钟/班；实行单一票制，采用无人售票，空调开启时票价2元，空调关闭时票价1元。该路线1955年4月15日被中国共产主义青年团青岛市委员会命名为“青年服务线”，2003年被中国共产主义青年团中央委员会和中华人民共和国交通部命名为“青年文明号”线路。
6路线作为岛城沿海开行的第一条公交线路，开通初期与青岛公交的早期线路网络共同承担着市内公共交通的重要任务，其见证了岛城公交的变迁史，也从侧面反映了青岛这座城市的发展史。

## 线路走向
上行：沿武昌路、文登路、莱阳路、大学路、常州路、广西路、中山路、济南路、冠县路、新疆路、渤海路、普吉路、商河路、泰山路；
下行：沿泰山路、辽宁路、包头路、商河路、新疆路、冠县路、济南路、河南路、肥城路、中山路、广西路、江苏路、大学路、莱阳路、文登路、武昌路。

## 停车站点
本路线共设置17个停车站点，其中7个站仅单向停靠。
| 序号 | 站名           | 上行                          | 上行          | 下行                          | 下行                | 换乘地铁           | 备注 |
| 序号 | 站名           | 停车                          | 站位          | 停车                          | 站位                | 换乘地铁           | 备注 |
| ---- | -------------- | ----------------------------- | ------------- | ----------------------------- | ------------------- | ------------------ | ---- |
| 1    | 天泰体育场     | 向下箭头图形 · 公共汽车的图形 | 武昌路        | 向上箭头图形 · 公共汽车的图形 | 武昌路              |                    |      |
| 2    | 中山公园武昌路 | 向下箭头图形 · 公共汽车的图形 | 武昌路        | 向上箭头图形 · 公共汽车的图形 | 武昌路              |                    |      |
| 3    | 汇泉广场       | 向上箭头图形 · 公共汽车的图形 | 文登路        | 向上箭头图形 · 公共汽车的图形 | 文登路              | 汇泉广场站（3）    |      |
| 4    | 鲁迅公园       | 向下箭头图形 · 公共汽车的图形 | 莱阳路        | 向上箭头图形 · 公共汽车的图形 | 莱阳路              |                    |      |
| 5    | 大学路         | 向下箭头图形 · 公共汽车的图形 | 莱阳路/金口路 | 向上箭头图形 · 公共汽车的图形 | 太平路/常州路       | 人民会堂站（3、4） |      |
| 6    | 青岛路         | 向下箭头图形 · 公共汽车的图形 | 广西路/青岛路 | 向上箭头图形 · 公共汽车的图形 | 广西路/青岛路       |                    |      |
| 7    | 广西路浙江路   | 向下箭头图形 · 公共汽车的图形 | 广西路/浙江路 | 向上箭头图形 · 公共汽车的图形 | 广西路/浙江路       |                    |      |
| 8    | 中国剧院       | 向下箭头图形 · 公共汽车的图形 | 中山路/德县路 |                               |                     |                    |      |
| 9    | 大沽路         |                               |               | 向上箭头图形 · 公共汽车的图形 | 河南路/保定路       |                    |      |
| 10   | 大窑沟济南路   |                               |               | 向上箭头图形 · 公共汽车的图形 | 济南路/近铁路跨线桥 |                    |      |
| 11   | 小港           | 向下箭头图形 · 公共汽车的图形 | 冠县路        | 向上箭头图形 · 公共汽车的图形 | 冠县路              |                    |      |
| 12   | 邮轮母港       | 向下箭头图形 · 公共汽车的图形 | 新疆路        | 向上箭头图形 · 公共汽车的图形 | 新疆路              |                    |      |
| 13   | 陵县支路       | 向下箭头图形 · 公共汽车的图形 | 陵县支路      |                               |                     |                    |      |
| 14   | 大港           | 向下箭头图形 · 公共汽车的图形 | 桓台路/商河路 |                               |                     |                    |      |
| 15   | 包头路小学     |                               |               | 向上箭头图形 · 公共汽车的图形 | 包头路/陵县支路     |                    |      |
| 16   | 科技街         |                               |               | 向上箭头图形 · 公共汽车的图形 | 辽宁路/章丘路       | 泰山路站（2、4）   |      |
| 17   | 泰山路益都路   | 向下箭头图形 · 公共汽车的图形 | 泰山路/益都路 | 向上箭头图形 · 公共汽车的图形 | 泰山路/益都路       | 泰山路站（2、4）   |      |

## 运营时间
以下均为当地时间（UTC+8）为准。
- 天泰体育场（主站）：04:40-22:45
- 西镇站（副站）：05:05-23:10

## 票制票价
本路线车辆均为空调车，无人售票一票制，并实施季节性票价。空调关闭期间，每人次投币人民币1元；空调开启时间内（每年7月1日至9月15日、12月1日至次年3月15日）票价为人民币2元。使用琴岛通卡8折，实行公交换乘优惠。2019年3月18日开始，该线路支持通过青岛地铁APP“乘车码”购票乘车。

## 服务与文化特色
青岛公交6路线自开通以来，先后50余次受到全国、省、市级的表彰，其中有20多名同志先后被评为市级以上劳动模范、“三八”红旗手、新长征突击手。
1960年代，6路线的司乘员有“一碗水、老秒表、活地图、问不倒”的能力。“一碗水”就是在指驾驶员的驾驶台上摆上一碗水，以车辆运行中碗中水不洒出来为准，检验驾驶员的驾驶水平；驾驶员每到一站的时间与计划时间分秒不差，被誉为“老秒表”；“活地图”则要求驾驶员对青岛各条线路烂熟于心，即乘客怎么问都“问不倒”。
2010年，6路线车队成立了“劳模创新工作室”，展示了以青岛公交6路为主线、以公交劳模服务创新为内容的服务成果和劳模事迹。
2019年8月20日，该路线的所属车队在线路途经的海水浴场巴士站（现为“汇泉广场”巴士站）设置“志愿服务站”，多名车长和员工自费购买的“脸基尼”、打气筒、防水手机袋、防晒霜、防蚊膏、风油精、藿香正气水等物品放置在共享站，在为乘客提供物品共享服务的同时，还免费为乘客提供导游式服务。
2021年9月，公交集团在6路线率先推出“车辆信息展示版”，集合了企业文化展示、行业规范宣传、运行信息通告、防疫要求提示、乘客失物招领等功能。

## 历史沿革
该路线最早开通的历史可以追溯到1945年，当时这条线路的名称是“大窑沟⇌中山公园”，1945年至1949年受战争影响停止运行，1951年4月重新开通，并标号为6路。
1955年4月15日，6路被中國共青團青岛市委命名为“青年服务线”，也是当时全中国唯一一条“青年服务线”。1958年夏，由青岛公交修理厂自行研制的首辆客车“跃进号”投入6路线运营。
20世纪80年代，6路线日均客流量为20000多人次。1995年开始，6路线车队开始陆续更换为无人售票车，并于1996年12月10日全部更换完成。
2000年，青岛公交6路线“青年服务线”被中國共青團青岛市委命名为“青年文明号”线路。2001年，被中國共青團山东省委命名为“青年文明号”线路，后又于2003年被中國共青團中央和中华人民共和国交通部命名为“青年文明号”线路。
2015年3月28日，6路线北端终点站由大窑沟改为泰山路，增加小港、海员、大港客运站、大港、泰山路5站，令线路长度由原来的5.4千米增加至8.1千米。同时，路线配车由原来的6辆增至10辆，并陆续更换为纯电动车。2020年12月，6路线车队陆续更换为目前使用的一汽解放CA6100URBEV26型纯电动公交车。
2022年11月26日，因商河路（青城路至包头路段）封闭施工，当日开始，6路线开始临时调流运行。
2023年4月22日，由于2023青岛马拉松交通管制，当天6路线首班车调整为10:40。
2023年5月19日开始，受商河路（包头路至陵县支路段）封闭施工影响，6路线延长临时调流运行时间。至6月21日，恢复原路线行驶和站点停靠并取消临时设置的车站。

## 图集

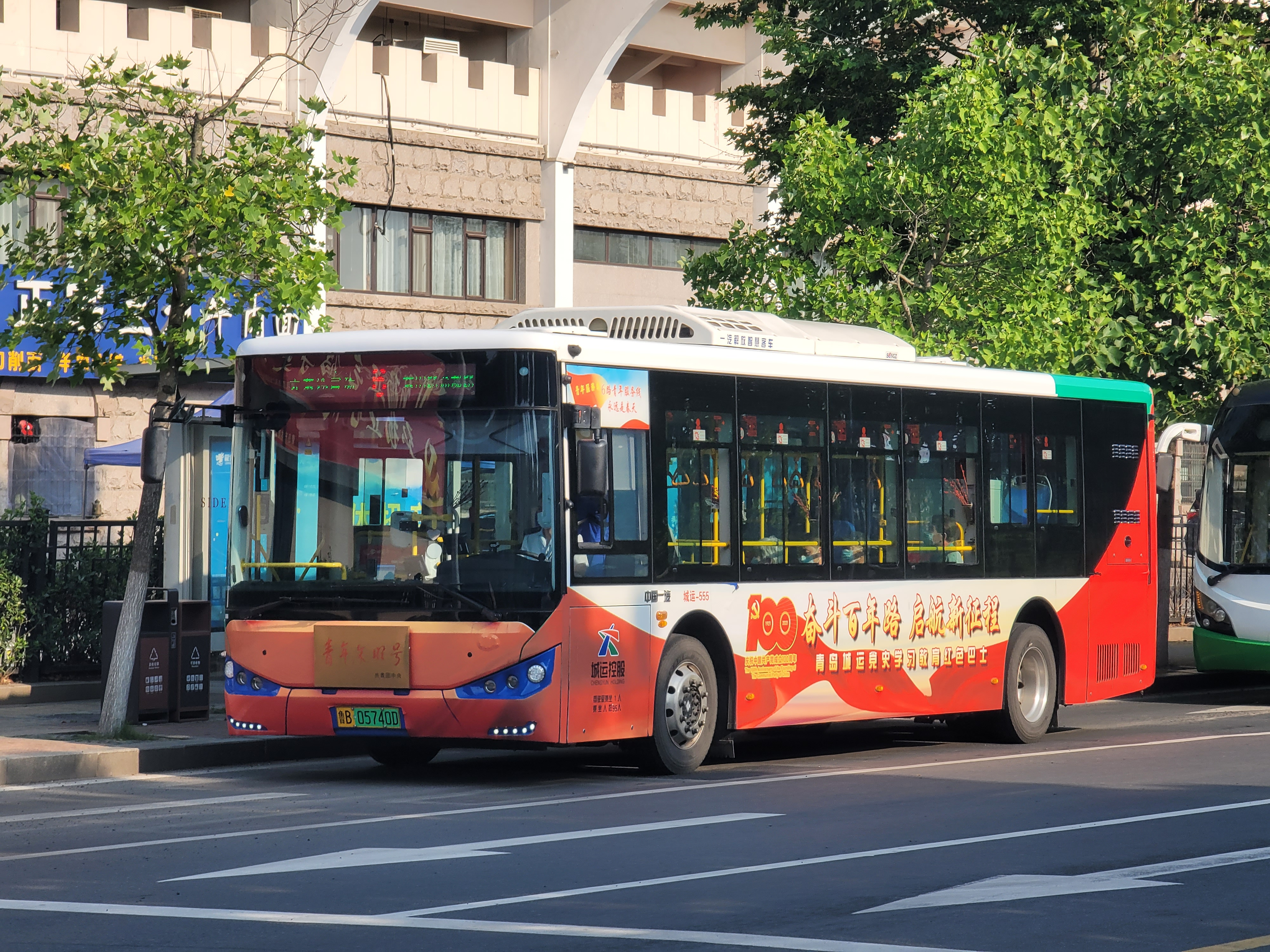
自编号为城运-555的“青年文明号”彩绘车（2021年版）停靠在中山公园武昌路巴士站
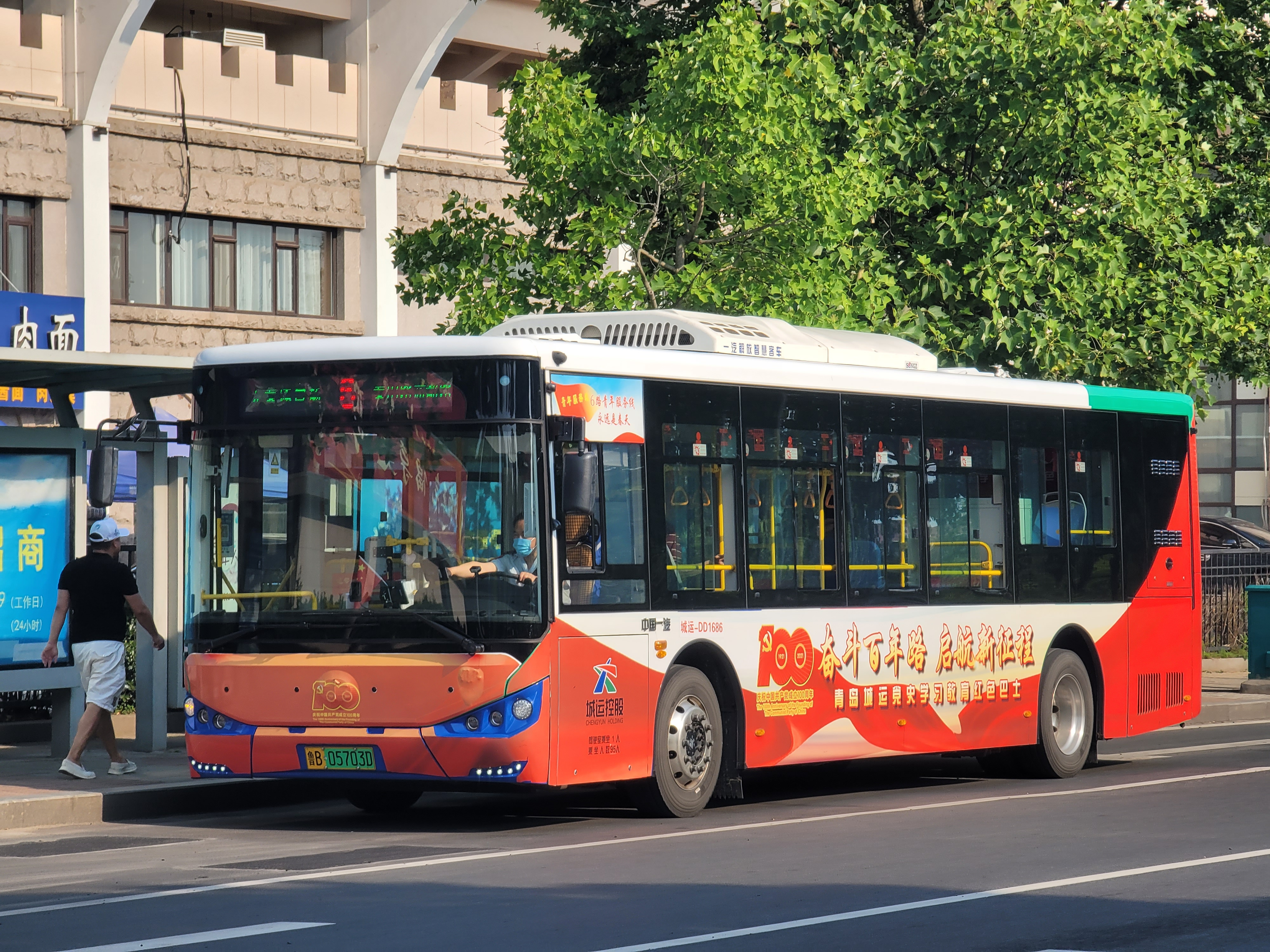
自编号为城运-DD1686的“奋斗百年路 启航新征程”彩车
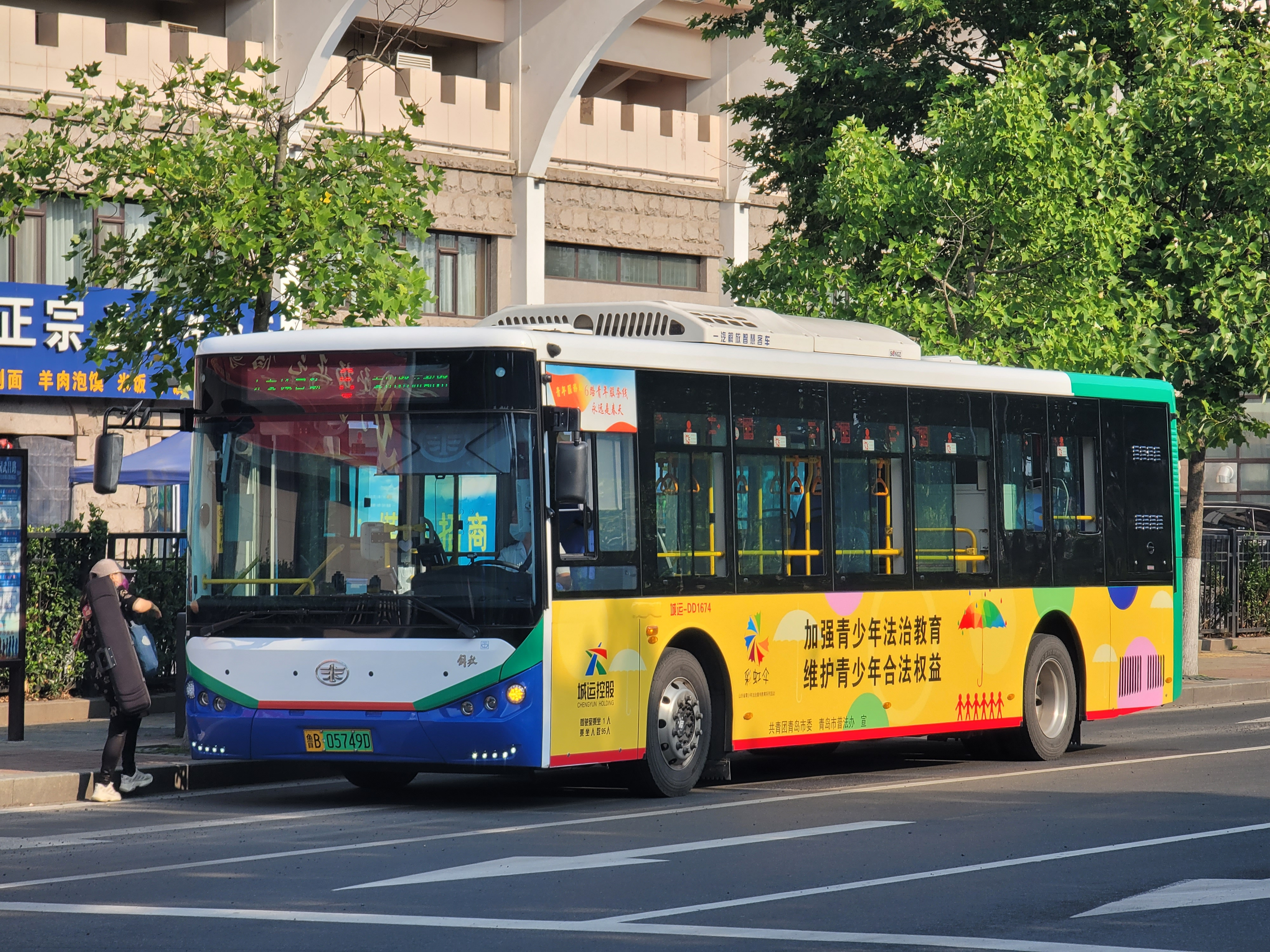
自编号为城运-DD1674的广告车
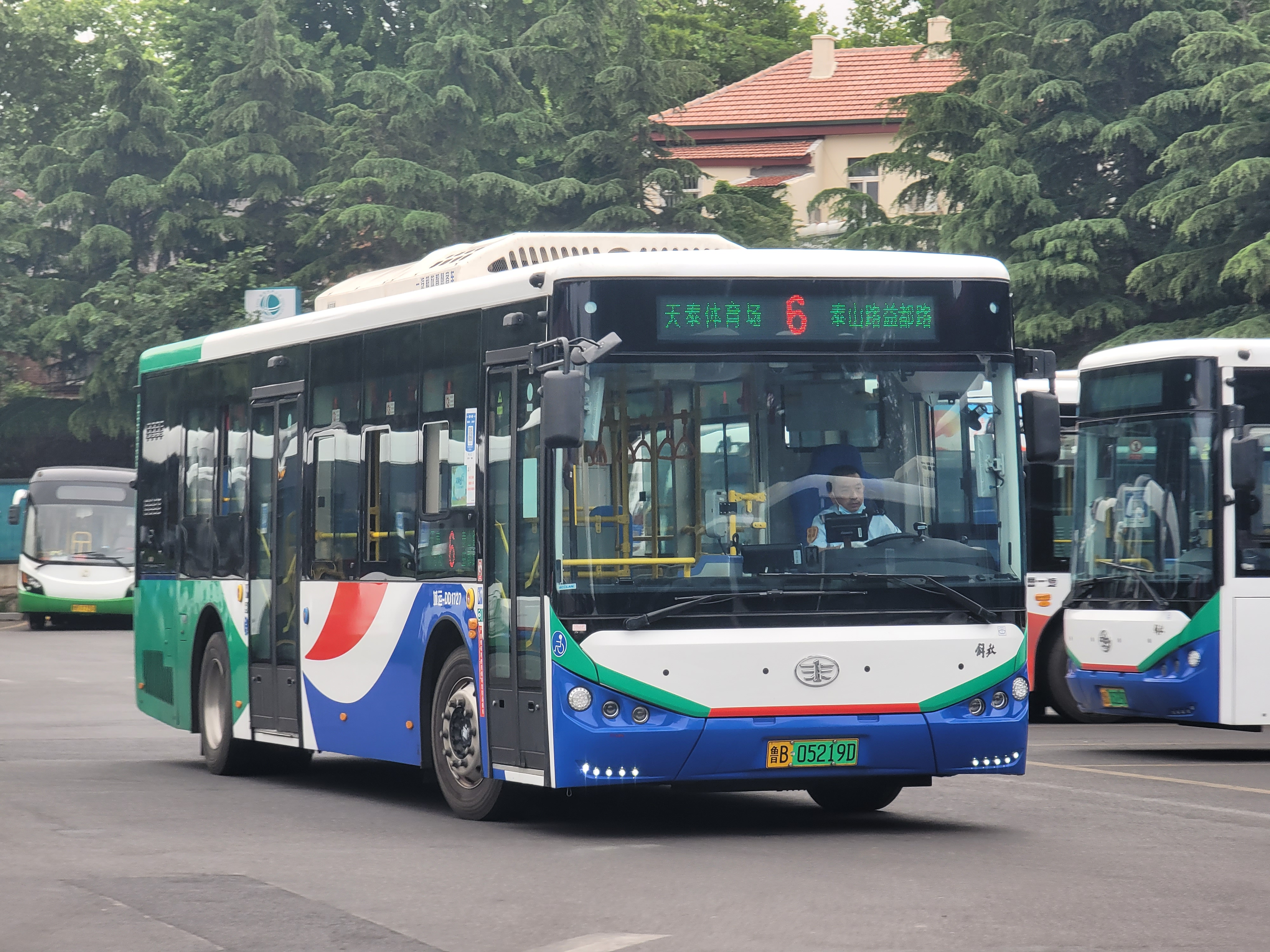
6路线目前使用的一汽解放纯电动巴士在天泰体育场场站内
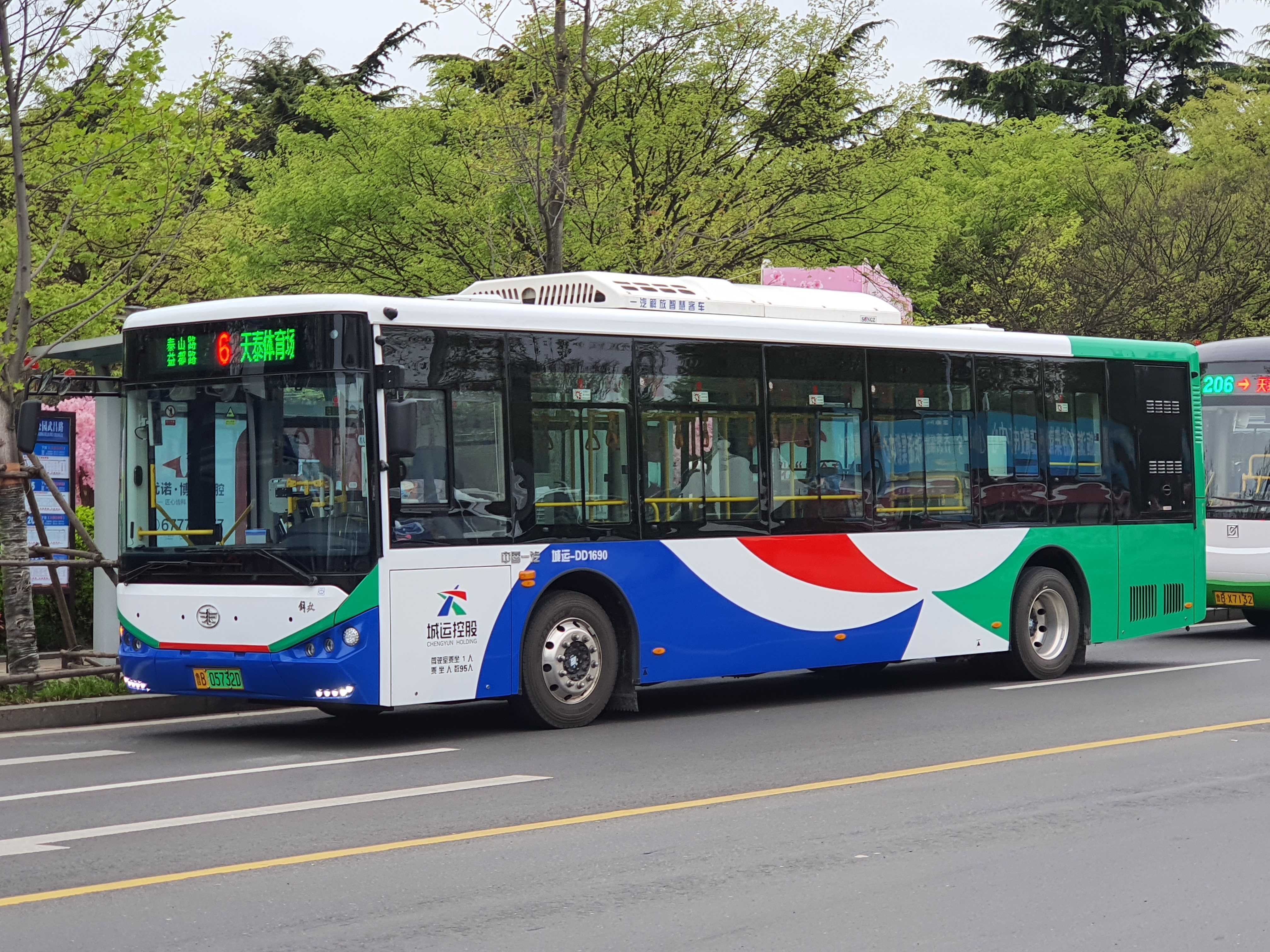
6路线目前使用的一汽解放CA6100URBEV26型纯电动巴士

## 延伸阅读
- 青岛市志·公用事业志·第三篇 公共交通